# Сак-Актун
Сак-Актун (на юкатекській: Біла печера) — величезна печерна система у Мексиці, переважно затоплена водою. На 2013 рік друга за довжиною печера в світі та на 2018 рік найдовша підводна печера
Печерна система розташована у Мексиці на півночі півострова Юкатан (штат Кінтана-Роо), в околицях міста Тулум. Сумарна протяжність ходів системи становить 347 км Сумарна протяжність затоплених печер Сак-Актун і Дос Охос відповідно — 263 км і 83 км.
Системою печер протікає підземна річка з притоками. Зародження річки відбулося близько 65 млн років. Температура мінеральної і кристально-чистої води річки Сак-Актун, що протікає в сталактитових лабіринтах, тримається в межах 23-24 °C.

## Історія досліджень
Дослідження системи розпочалися 26 листопада 1987 року з сенота Гран-Сеноте, дослідники поволі доводили сполучення між собою різних секцій печерної системи. У 2007 році було доведено сполучення з печерною системою Нооч-На-Чич загальна довжина печерної систем виросла до 153 км, що зробило її найдовшою підводною печерою світу В 2011 році було доведено сполучення з печерною системою Актун-У з Сак-Актун, протяжність системи досягла 229 км. В 2018 було доведено сполучення з печерною мережею Дос-Охос, загальна довжина досягла 347 км
Станом на 2018 рік печерна система займає друге місце за довжиною у світі, поступаючись тільки Мамонтовій печері.

## Знахідки
У березні 2008 року три члена команди підводних дослідників Proyecto Espeleológico de Tulum та Global Underwater Explorers, досліджували ділянку системи Актун-У, відому як печера Ойо-Негро. На глибині 57 метрів водолази виявили останки мастодонта, та на глибині 43 метри людський череп, який може бути найстарішим доказом існування людини в цій області на сьогоднішній день. Були знайдені додаткові кістки, а скелет був пізніше ідентифікований як скелет жінки, яку тепер називають Найя.